# Violanta Beatrice av Bayern
Violanta Beatrice av Bayern, född 23 januari 1673, död 30 maj 1731, var kronprinsessa av Toscana 1688–1713, guvernör av Siena 1717–1731.

## Biografi
Violanta Beatrice var dotter till Ferdinand Maria av Bayern och Henrietta Adelaide av Savojen. Hon gifte sig 1688 med kronprins Ferdinando de' Medici.
Äktenskapet var olyckligt; Violanta var olyckligt förälskad i Ferdinand. År 1696 fick maken syfilis, och de kunde därför inte få barn. Hon utnämndes 1717 till guvernör i Siena för att hållas sysselsatt borta från Florens, då hon inte kom överens med sin svägerska Anna Maria Lovisa av Medici om etikettfrågor.
Då hennes före detta svåger Gian Gastone de' Medici blev monark, bad han henne stanna; hon spelade rollen av första dam och stod värd för offentliga mottagningar, eftersom monarken levde skild från sin fru Anna Maria Franziska av Sachsen-Lauenburg och själv sällan visade sig offentligt. Violante Beatrice införde franskt mode och avskaffade många religiösa ordnar.